# Miroslav Novák (politik)
Miroslav Novák (* 25. června 1972 Bílovec) je český politik, od listopadu 2012 do listopadu 2016 hejtman Moravskoslezského kraje, v letech 2002 až 2008 starosta Městského obvodu Ostrava-Poruba, člen ČSSD.

## Soukromý život
V roce 1990 ukončil studium na Střední průmyslové škole stavební v Ostravě maturitní zkouškou. Poté pracoval ve společnosti Stavoprojekt, a.s, v roce 1994 nastoupil jako správce daně na ostravský finanční úřad. Je ženatý a má tři děti, Jaromíra, Sabinu a Martinu.

## Politická kariéra
Spoluzakládal ostravskou organizaci ČSSD, které od roku 2006 předsedal.
Od roku 1994 zasedá v zastupitelstvu ostravského městského obvodu Poruba. V roce 1996 se stal asistentem poslance Lubomíra Zaorálka. Po volbách v roce 1998 zastával funkci místostarosty pro finance, místní hospodářství a dopravu. V roce 2002 se stal starostou Ostravy-Poruby, kterým byl až do roku 2008. Od roku 2004 zasedá v zastupitelstvu Moravskoslezského kraje. Ve funkčních období 2008–2012 vykonával funkci náměstka hejtmana pro dopravu, životní prostředí a zemědělství. Po dalších krajských volbách jej 9. listopadu 2012 zastupitelstvo zvolilo hejtmanem Moravskoslezského kraje.
Dne 4. listopadu 2013 byl zvolen předsedou moravskoslezské organizace ČSSD. V krajských volbách v roce 2016 byl opět lídrem ČSSD v Moravskoslezském kraji, podařilo se mu obhájit mandát krajského zastupitele. ČSSD se však nepodařilo uzavřít koalici a ve funkci hejtmana skončil. V lednu 2019 rezignoval na mandát krajského zastupitele, ve volbách v roce 2020 již nekandidoval.

## Kauza Dědic
Podle policejních odposlechů v kauze ostravského lobbisty a podnikatele Martina Dědice, která se týká ovlivňování městských zakázek a jejíž vyšetřování začalo v roce 2014, byl hejtman Novák s Martinem Dědicem v těsném kontaktu. Miroslav Novák v rámci vyšetřování opakovaně lhal a kontakty s Dědicem popíral. Novák si s Dědicem během roku a čtvrt vyměnili přes 5000 telefonátů nebo esemesek. Podle Nováka šlo o přátelství.
V rámci vyšetřování kauzy zjistili policisté, že Novákova manželka Martina Nováková byla zaměstnána v Dědicově firmě Business Advisor v letech 2010 až 2013 a dostala zaplaceno 594 tisíc korun, aniž by bylo možné doložit, že vykonala nějakou práci. Po celou dobu vykazovala stejný čas příchodu a odchodu z práce. Administrativní činnost, kterou měla v té době vykonávat, prováděla asistentka Zuzana K.